# Mypollux
Mypollux var en fransk nu-metalgrupp från Nancy, Frankrike.

## Medlemmar
Senaste medlemmar
- Lucie "Lussi" Lebrun – sång, piano, cello
- Yann Klimezyk – gitarr
- Florent Perreton – basgitarr
- Thomas Copier – trummor

Tidigare medlemmar
- Max Maire – trummor
- Max Philippe – basgitarr
- Karim Attoumane – gitarr

Bidragande musiker (studio)
- Julien Prevos – cello
- Joe Duplantier – sång

## Diskografi
Studioalbum
- Trouble Amarante (2004)
- Contraires (2006)
- Dédales (2008)